# Rally Patrio de 2013
El Rally Patrio de 2013, oficialmente XXXIV Rally Patrio, fue la sexta fecha de la temporada 2013 del Campeonato Mexicano de Rally. Se llevó a cabo los días 27 y 28 de septiembre en la ciudad de Morelia, en Michoacán. Tuvo un recorrido total de 301,19 km sobre asfalto, de los cuales 143,82 kilómetros fueron divididos en diez tramos cronometrados. Participaron 27 tripulaciones, veinte de las cuales terminaron la prueba, seis abandonaron y una fue descalificada.
La tripulación local de Ricardo Cordero y Marco Hernández obtuvo el primer lugar absoluto de la prueba. El segundo lugar fue para Francisco Name y el tercero, para Emilio Velázquez. Con esos resultados, la definición del campeonato se decidió en la última fecha de la temporada, el Rally Acapulco. Así mismo, con el tercer lugar obtenido, el copiloto de Velázquez, Javier Marín, se adjudicó matemáticamente el campeonato de navegantes en esta prueba.

## Itinerario
| Día       | Tramo | Nombre                  | Distancia | Hora  | Ganador            | Tiempo | Vel. media | Líder rally     |
| --------- | ----- | ----------------------- | --------- | ----- | ------------------ | ------ | ---------- | --------------- |
| Sábado 28 | TC1   | Morelia - Mil Cumbres 1 | 15,10 km  | 09:03 | Ricardo Cordero    | ?      | ?          | Ricardo Cordero |
| Sábado 28 | TC2   | Mil Cumbres - Mirador 1 | 18,68 km  | 09:24 | Ricardo Cordero    | ?      | ?          | Ricardo Cordero |
| Sábado 28 | TC3   | Mirador - Mil Cumbres 1 | 19,10 km  | 10:47 | Ricardo Cordero    | ?      | ?          | Ricardo Cordero |
| Sábado 28 | TC4   | Mil Cumbres - Morelia 1 | 14,98 km  | 11:10 | Francisco Name Jr. | ?      | ?          | Ricardo Cordero |
| Sábado 28 | TC5   | Morelia - Mil Cumbres 1 | 15,10 km  | 09:03 | Francisco Name Jr. | ?      | ?          | Ricardo Cordero |
| Sábado 28 | TC6   | Mil Cumbres - Mirador 1 | 18,68 km  | 09:24 | Ricardo Cordero    | ?      | ?          | Ricardo Cordero |
| Sábado 28 | TC7   | Mirador - Mil Cumbres 1 | 19,10 km  | 10:47 | Ricardo Cordero    | ?      | ?          | Ricardo Cordero |
| Sábado 28 | TC8   | Mil Cumbres - Morelia 1 | 14,98 km  | 11:10 | Ricardo Cordero    | ?      | ?          | Ricardo Cordero |
| Fuentes   |       |                         |           |       |                    |        |            |                 |

## Clasificación final
| Pos.    | Piloto                   | Copiloto             | Automóvil                | Tiempo    | Diferencia | Vel. media | Puntos |
| ------- | ------------------------ | -------------------- | ------------------------ | --------- | ---------- | ---------- | ------ |
| 1.      | Ricardo Cordero          | Marco Hernández      | Mitsubishi Lancer Evo IX | 1:19:46.7 | 0:00       | 102.8 kp/h | ?      |
| 2.      | Francisco Name Jr.       | Armando Zapata       | Mitsubishi Lancer Evo IX | 1:20:34.2 | +0:47.5    | 101.1 kp/h | ?      |
| 3.      | Emilio Velázquez         | Javier Marín         | Mitsubishi Lancer Evo IX | 1:23:35.6 | +3:48.9    | 97.4 kp/h  | ?      |
| 4.      | Víctor Pérez             | Adrián Carmona       | Mitsubishi Lancer DE     | 1:24:53.7 | +5:07.0    | 95.9 kp/h  | ?      |
| 5.      | Jorge González           | Ricardo Iniesta      | Mitsubishi Lancer DE     | 1:29:09.6 | +9:22.9    | 91.3 kp/h  | ?      |
| 6.      | Manuel Iguiniz           | Eduardo Solís        | Mitsubishi Lancer Evo IX | 1:30:43.2 | +10:56.5   | 89.8 kp/h  | ?      |
| 7.      | Javier Martínez Gallardo | Carlos de Antuano    | Mitsubishi Lancer Evo IX | 1:32:04.7 | +12:18.0   | 88.4 kp/h  | ?      |
| 8.      | José Luis Salamanca      | Diego Salamanca      | Porsche 911              | 1:32:20.2 | +12:33.5   | 88.2 kp/h  | ?      |
| 9.      | Mario Fernández          | Ulises Piz Hernández | Subaru Impreza           | 1:32:31.6 | +12:44.9   | 88.0 kp/h  | ?      |
| 10.     | Christian Skertchly      | Jorge Rivero         | Mitsubishi Lancer DE     | 1:33:26.5 | +13:39.8   | 87.1 kp/h  | ?      |
| Fuentes |                          |                      |                          |           |            |            |        |

| Predecesor: Sierra Juárez 2013 | México 2013 | Sucesor: Acapulco 2013 |